# جورجيس ماركوبيدس
جورجيس ماركوبيدس المعروف باسم جورس فان لانكفلت (23 أبريل؟ 1487 م - نهاية يوليو 1558 م) هو كاتب كلاسيكي هولندي يعتبر من أشهر كتاب المسرحيات اللاتينية في القرن السادس عشر.

## السيرة الذاتية

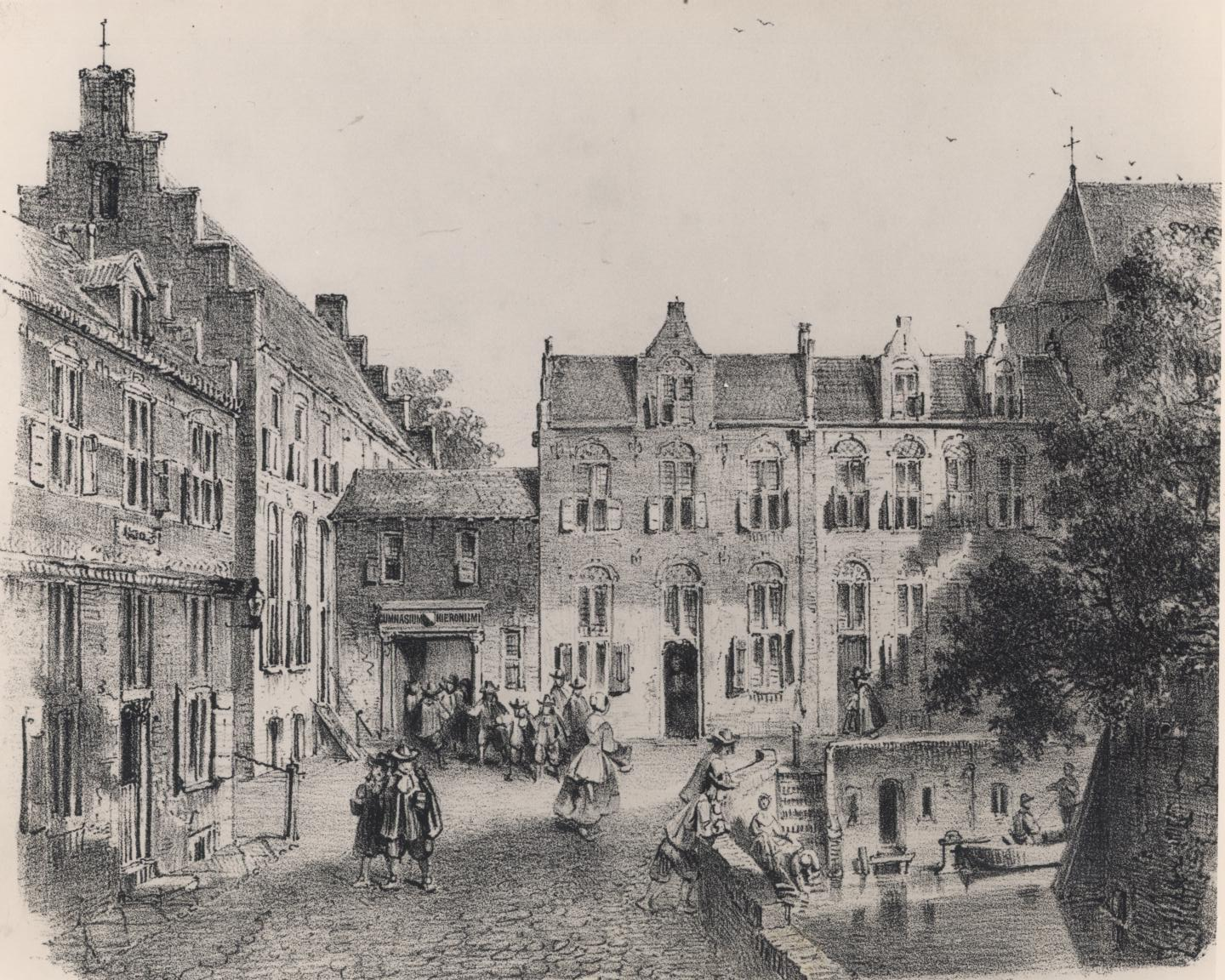
.كلية سانت حورميو في يوترش في القرن السابع عشر.رسم جي ليفلاند يوترش عام 1857

ولد ماركوبيدس باسم جورس فان لانكفلت في بلدة جيرمت في هولندا عام 1487 وكان معلما في مدينة هتروجنبوش. ما بين عام 1506 وعام، 1510 بدأ كتابة المسرحيات اللاتينية لطلابه وكانت أولى مسرحياته مسرحية تسمى «أسوتوس» أي الابن التائب وكعادة الكتاب الكلاسيكيين في القرن السادس عشر تحول اسمه إلى اسم كلاسيكي فتحول اسم«جورس» إلى «جورجيس» و فان لانكفلت إلى  ماركوبيدس. وفي عام 1524 تم تعيين ماركوبيدس كرئيس لكلية سانت جيرومي في مدينة ليجية -حاليا بلجيكا- وفي نهاية عام 1530, عاد إلى بلدة يوترش حيت تم ترقيته كرئيس لاتحاد كليه سانت جيرومي. وقد علم اللغة اللاتينية واليونانية وربما العبرية أيضا والرياضيات وفن الموسيقى والشعر. وقد كتب العديد من المسرحيات والمراجع والتي تم نشرها في مدن مثل يوترش، انتيرب، باسيل، كولوني، فرانكفورت، هتروجنبوش، باريس، لندن.و ما بين عام 1552-1554, تم جمع مسرحياته لمراجعتها وتنقيحها في مرجعين أساسين
«كل المسرحيات الكوميدية لجورجيس ماركوبيدس» وفي عام 1557، استقال من منصبه وغادر بلدة يوترش وعاد إلى بلدته هتروجنبوش وتوفى وهو في الواحد والسبعين من عمره في يوليو من عام 1558.

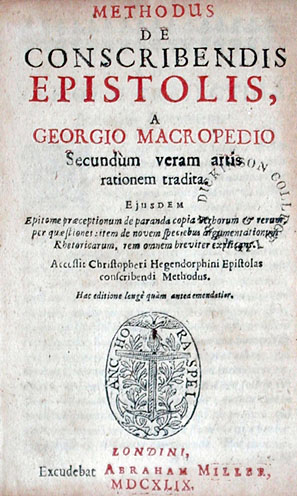
Methodus de Conscribendis Epistolis, عنوان صفحه ماركوبيدس طبعت عام 1649 في لندن بواسطة أبرا هام ميلر، بعد 106 عاما من طباعه الطبعة الأولي. كلية ديكنسون فلادلفيا، الولايات المتحدة الأمريكية..

## الكتابات
ألف عدة كتب وأشهرها Epistolica عن فن كتابة الرسائل وهو مرجع هام لفن كتابة الرسائل وتم نشرة لأول مرة في بلدة انتيرب عام 1542, وتم إعادة طباعته تحت اسم طرق كتابة الرسائل. كما تم إعادة طباعه العديد من مؤلفاته في هولندا، ألمانيا، إنجلترا، حيت كانت كتاباته موضع احترام وتقدير العديد من قرانئه، والكتاب الكلاسيكيين اللاحقين له. وعن طريق كتاباته أسهم ماركوبيدس في الحركة الكلاسيكية التعليمية في أول القرن السادس عشر في أوروبا الغربية.
ِترجع شهرة ماركوبيدس إلى مسرحياته الاثنى عشر. وفي ألمانيا وهولندا اعتبر أشهر وأفضل المؤلفين اللاتينيين في القرن السادس عشر في أوروبا وفي عام 1539 تم نشر إحدى أشهر مسرحيات ماركوبيدس وهي Hecastus وباللغة الإنجليزية («كل إنسان») وهي دراما كلاسيكية جميلة استطاعت أن تؤمن له مكانة بين كتاب الدراما الكلاسيكية وهي تحكى عن قصة شاب غني يتمتع بكل ملذات الحياة ولكنه عندما يعلم انه سوف يموت قريبا، لا أحد من أصدقائه أو أقربائه أو خدمه يريد أن يرافقه في رحلة أيامه الأخيرة.و تعتبر هذه الدراما رائعة ليس لها مثيل. وقبل نهاية القرن السادس عشر كانت مسرحية Hecastus «كل إنسان» تم عرضها ونشرها باللغة اللاتينية وبعدة لغات أخرى وتم ترجمة هذه الدراما إلى اللغة الدانمركية والسويدية والهولندية.في هولندا وألمانيا، تم عرض مسرحية Hecastus عدة مرات.

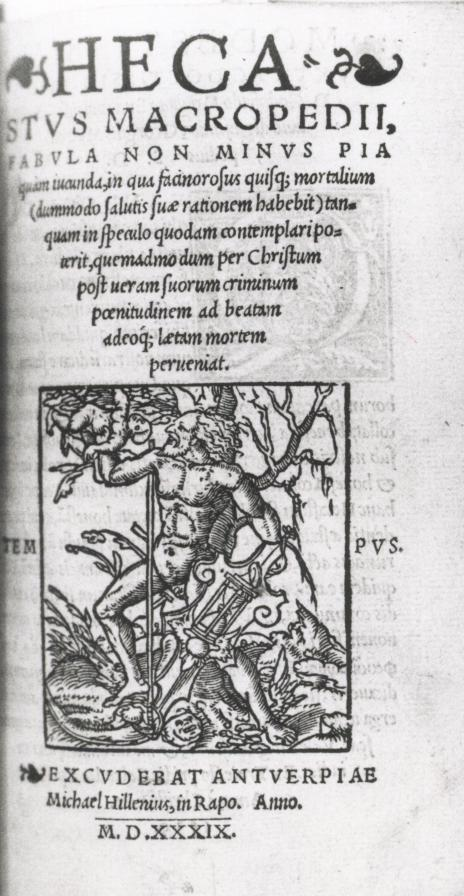
Hecastus, طباعه مايكل هلن في انتيرب 1539. مكتبة جامعه تلبرج.

## الإرث الثقافي
لم تكن ناجحات ماركوبيدس تعود فقط إلى كتابة الدراما ولكنه كمعلم ورئيس في هتروجنبوش وليجية كان له العديد من الطلاب الذين أصبحوا رجال دولة ورجال علم وأساتذة فنون مثل جوهانس هيرنيس أستاذ علم الكيمياء في جامعه ليدجية وأستاذ علم الجغرافيا جيراردوس ميراكاتور. وفي القرن السابع عشر أصبحت أعمال ماركوبيدس في طوي النسيان ولم تعد أعماله تعرض وكتاباته لم تعاد طباعتها، بعد قرنين من الزمان، رأت أعماله الضوء وأصبح اسمه معروفا مرة أخرى. وقد شهد القرن العشرون الكثير من الأعمال والمسرحيات للكتاب الكلاسيكيين مرة أخرى. وفي عام 1972 قام الأمريكي توماس بست بنشر أعمال ماركوبيدس في سلسلة نيويورك تويين العالمية للكتاب الكلاسيكيين. وفي الأعوام الأخيرة تم نشر وطباعه الكثير من أعماله في أوروبا وجنوب أفريقيا وكندا والولايات المتحدة الأمريكية وهناك ترجمة لثلاث من مسرحياته على الإنترنت.

## وصلات خارجية
- جورجيس ماركوبيدس على موقع ميوزك برينز (الإنجليزية)
- جورجيس ماركوبيدس على موقع إن إن دي بي (الإنجليزية)

- الموقع اللاتينى أوتلا
- (بالإنجليزية) «سي سي لاف، ماركوبيدس، اندريسكا، المسرحية الكوميدية الهزلية» نسخة محفوظة 8 يونيو 2007 على موقع واي باك مشين. - ترجمة إنجليزية.
- (بالإنجليزية) «سي سي لاف، ماركوبيدس، هيكاستس، مسرحية أخلاقية عن حياة كل نفس» - ترجمة إنجليزية.
- (بالإنجليزية) موقع خاص عن ماركوبيدس